# Eupithecia taiwana
Eupithecia taiwana is een nachtvlinder uit de familie van de spanners (Geometridae).
De soort komt endemisch voor in Taiwan.